# Pedagogía 3.0
Pedagogía 3.0 es un neologismo, desarrollado en 2010 por Jim Vanides para el Hewlett Packard Iniciativa de Catalizador. Refiere a las actitudes, competencias y habilidades requeridas por los profesores y los educadores que trabajan en la Web 3.0.
La web 3.0 ha extendido los aspectos sociales de la Web 2.0, a través del uso de dispositivos móviles con internet, computación en nube, social networking, y herramientas de trabajo colaborativo basado en la red (por ejemplo, Aplicaciones de Google), los cuales facilitan colaboraciones en tiempo real y asincrónicas. La web 3.0 extiende la capacidad búsqueda de información en la web 1.0 a través de la entrega de informaciòn personalizada mediante el uso de algoritmos de web semántica y motores de búsqueda.
Pedagogía 3.0 es también el nombre de un consorcio en la Iniciativa Catalyst de HP, que está dedicado a explorar las marcas características de una pedagogía que usa plenamente esta tecnología. El grupo está principalmente enfocado en el desarrollo de modelos de pedagogía para temas STEM+ (por sus siglas en inglés) sobre ciencia, tecnologìa, ingenierìa, matemàtica y otras materias basadas en evidencia empírica, incluyendo antropología, geografía, psicología y sociología.
El consorcio HP considera que la pedagogía 3.0 facilita la colaboración (collaborative) y la implicanciòn entre estudiantes y con el profesor que adopta las funciones de facilitator y mentor. Las actividades abiertas pueden correr junto a otras, más dirigidas por el profesor, actividades en una pedagogía versátil que es una extensión de modelos pedagògicos mixtos (blended). El aprendizaje en tales escenarios es constructivista y tiene semejanzas con proyectos basados en investigación y abordajes basados en problemas, y pueden extenderse para explotar las características colaborativas que emergen de las herramientas de la Web 3.0.